# 프로토타입 2
프로토타입 2(Prototype 2)는 2012년 오픈 월드 액션 어드벤처 비디오 게임이다. 캐나다의 스튜디오 래디컬 엔터테인먼트가 개발하고 액티비전이 배급한 이 게임은 2009년의 프로토타입의 후속작이다. 2010 스파이크 VGA 어워즈에서 발표되었다. 플레이스테이션 4와 엑스박스 원용 버전이 2015년 7월 14일 첫 게임 프로토타입 바이오하자드 번들(Prototype Biohazard Bundle)과 함께 출시되었다. 게임의 별도 버전들은 2015년 8월 판매되었다.
이 게임에는 제임스 헬러라는 새로운 주인공이 등장하며 블랙라이트 바이러스를 파괴하는 퀘스트에 도전하게 된다.

## 평가
| 평론 점수 평론사 점수 PC PS3 엑스박스 360 디스트럭토이드 N/A N/A 8/10 [ 3 ] EGM N/A N/A 8.5/10 [ 4 ] 유로게이머 N/A N/A 7/10 [ 5 ] 게임 인포머 N/A 8.5/10 [ 6 ] 8.5/10 [ 6 ] 게임 레볼루션 N/A N/A [ 7 ] 게임스팟 7.5/10 [ 8 ] 7.5/10 [ 9 ] 7.5/10 [ 9 ] 게임트레일러스 N/A N/A 7.2/10 [ 10 ] 자이언트 밤 N/A [ 11 ] [ 11 ] IGN N/A 7/10 [ 12 ] 7/10 [ 13 ] Joystiq N/A N/A [ 14 ] OXM (US) N/A N/A 8/10 [ 15 ] PC 게이머 (UK) 60% [ 16 ] N/A N/A 폴리곤 N/A N/A 7/10 [ 17 ] PSM N/A 8/10 [ 18 ] N/A Digital Spy N/A N/A [ 19 ] The Escapist N/A N/A [ 20 ] 통합 점수 메타크리틱 76/100 [ 21 ] 79/100 [ 22 ] 74/100 [ 23 ] |        |        |              |
| 평론 점수 |        |        |              |
| 평론사 | 점수   | 점수   | 점수         |
| 평론사 | PC     | PS3    | 엑스박스 360 |
| 디스트럭토이드 | N/A    | N/A    | 8/10         |
| EGM | N/A    | N/A    | 8.5/10       |
| 유로게이머 | N/A    | N/A    | 7/10         |
| 게임 인포머 | N/A    | 8.5/10 | 8.5/10       |
| 게임 레볼루션 | N/A    | N/A    | [ 7 ]        |
| 게임스팟 | 7.5/10 | 7.5/10 | 7.5/10       |
| 게임트레일러스 | N/A    | N/A    | 7.2/10       |
| 자이언트 밤 | N/A    | [ 11 ] | [ 11 ]       |
| IGN | N/A    | 7/10   | 7/10         |
| Joystiq | N/A    | N/A    | [ 14 ]       |
| OXM (US) | N/A    | N/A    | 8/10         |
| PC 게이머 (UK) | 60%    | N/A    | N/A          |
| 폴리곤 | N/A    | N/A    | 7/10         |
| PSM | N/A    | 8/10   | N/A          |
| Digital Spy | N/A    | N/A    | [ 19 ]       |
| The Escapist | N/A    | N/A    | [ 20 ]       |
| 통합 점수 |        |        |              |
| 메타크리틱 | 76/100 | 79/100 | 74/100       |